# بيوس السادس

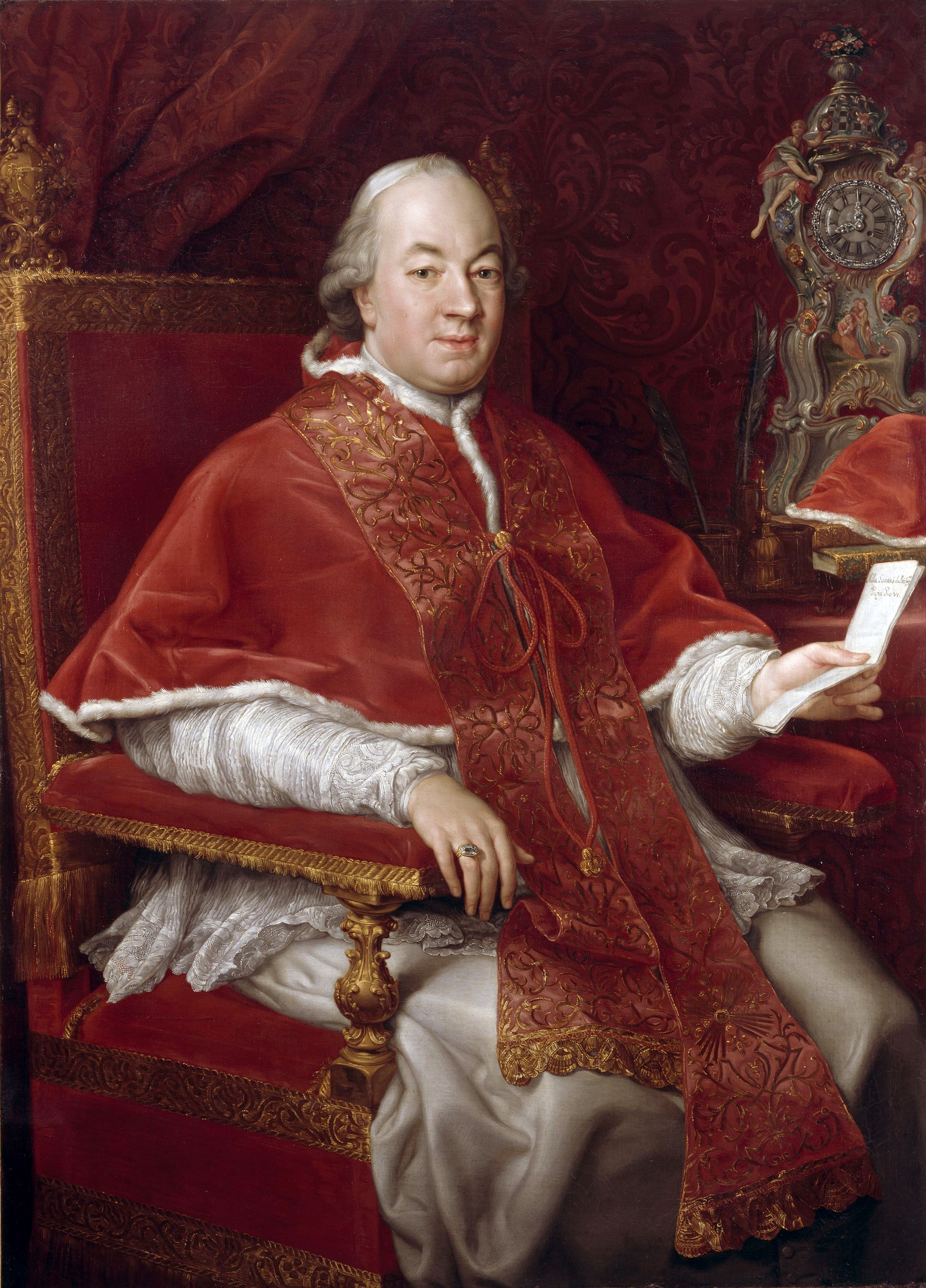
بيوس السادس

البابا بيوس السادس (باللاتينية: Pius VI) ـ (25 ديسمبر 1717 ـ 29 أغسطس 1799) هو بابا الكنيسة الكاثوليكية لما يقرب من ربع قرن، امتدت من 15 فبراير 1775 إلى وفاته سنة 1799، وهو بذلك رابع أطول البابوات بقاء على كرسي البابوية.
ولد بيوس السادس في تشيزينا، وكان اسمه عند ولادته الكونت جوفاني أنجلو براسكي. خلف البابا كليمنت الرابع عشر على كرسي البابوية، واصطدم في أواخر عهده بالثورة الفرنسية بعد أن أدانها علنًا، فطردته القوات الفرنسية سنة 1798 من الدولة البابوية وظل في المنفى حتى توفي في بلدة فالانس الفرنسية في العام التالي.

## روابط خارجية
- بيوس السادس على موقع الموسوعة البريطانية (الإنجليزية)
- بيوس السادس على موقع إن إن دي بي (الإنجليزية)